# Oberea partenigricollis
Oberea partenigricollis là một loài bọ cánh cứng trong họ Cerambycidae.